# Maxantonia bahiana
Maxantonia bahiana is een halfvleugelig insect uit de familie schuimcicaden (Cercopidae). De wetenschappelijke naam van deze soort is voor het eerst geldig gepubliceerd in 1924 door Lallemand. Zoals de wetenschappelijke naam doet vermoeden, komt deze soort voor in de Braziliaanse staat Bahia.